# Asbecesta unicostata
Asbecesta unicostata es un coleóptero de la familia Chrysomelidae. Fue descrita científicamente por primera vez en 1895 por Jacoby.